# Gauern
Gauern ist eine Gemeinde im thüringischen Landkreis Greiz. Der Ort gehört der Verwaltungsgemeinschaft Ländereck an.

## Geographie

### Geographische Lage
Gauern gehört zum Ronneburger Acker- und Bergbaugebiet und liegt am Fuchsbach, einem kleinen Zufluss der Weißen Elster. Die nächsten Städte sind Berga/Elster (5 km südwestlich), Ronneburg (8 km nördlich), Weida (10 km westlich) und Gera (13 km nordwestlich).

### Nachbargemeinden
Angrenzende Gemeinden sind Braunichswalde, Linda b. Weida, Seelingstädt und die Stadt Berga-Wünschendorf, alle im Landkreis Greiz gelegen. Die Stadt Berga-Wünschendorf grenzt mit dem Ortsteil Wolfersdorf nur mittelbar an.

## Geschichte
1363 wurde das Dorf erstmals urkundlich erwähnt. Bis 1918 gehörte es zu Sachsen-Altenburg und war seit 1900 dem Landratsamt Ronneburg zugehörig. 1922 ging es an den Landkreis Gera. 1933 hatte Gauern 340 Einwohner. Nach dem Zweiten Weltkrieg mussten nahezu zwei Drittel des Dorfes dem Bergbau der SDAG Wismut weichen. 1952 gehörte Gauern kurzzeitig zum Kreis Schmölln, ging aber noch im selben Jahr an den Kreis Gera-Land.

### Religionen
Gauern hat keine römisch-katholische Kirche, die nächste befindet sich in Ronneburg, die zum Bistum Dresden-Meißen gehört. Es gibt aber eine Evangelische Kirche.

### Einwohnerentwicklung
1910 lebten in Gauern 312, 1933 340 und 1948 sogar 480 Einwohner. Infolge der teilweisen Devastierung lag die Bevölkerungszahl 1990 nur noch bei 124.
Entwicklung der Einwohnerzahl (ab 1994: Stand jeweils 31. Dezember):
| - 1994: 131 - 1995: 140 - 1996: 143 - 1997: 143 - 1998: 154 - 1999: 155 | - 2000: 149 - 2001: 144 - 2002: 144 - 2003: 150 - 2004: 144 - 2005: 142 | - 2006: 145 - 2007: 144 - 2008: 138 - 2009: 132 - 2010: 129 - 2011: 119 | - 2012: 128 - 2013: 118 - 2014: 113 - 2015: 113 - 2016: 116 - 2017: 116 | - 2018: 112 - 2019: 114 - 2020: 118 - 2021: 118 - 2022: 121 - 2023: 123 |

 Datenquelle ab 1994: Thüringer Landesamt für Statistik

## Politik

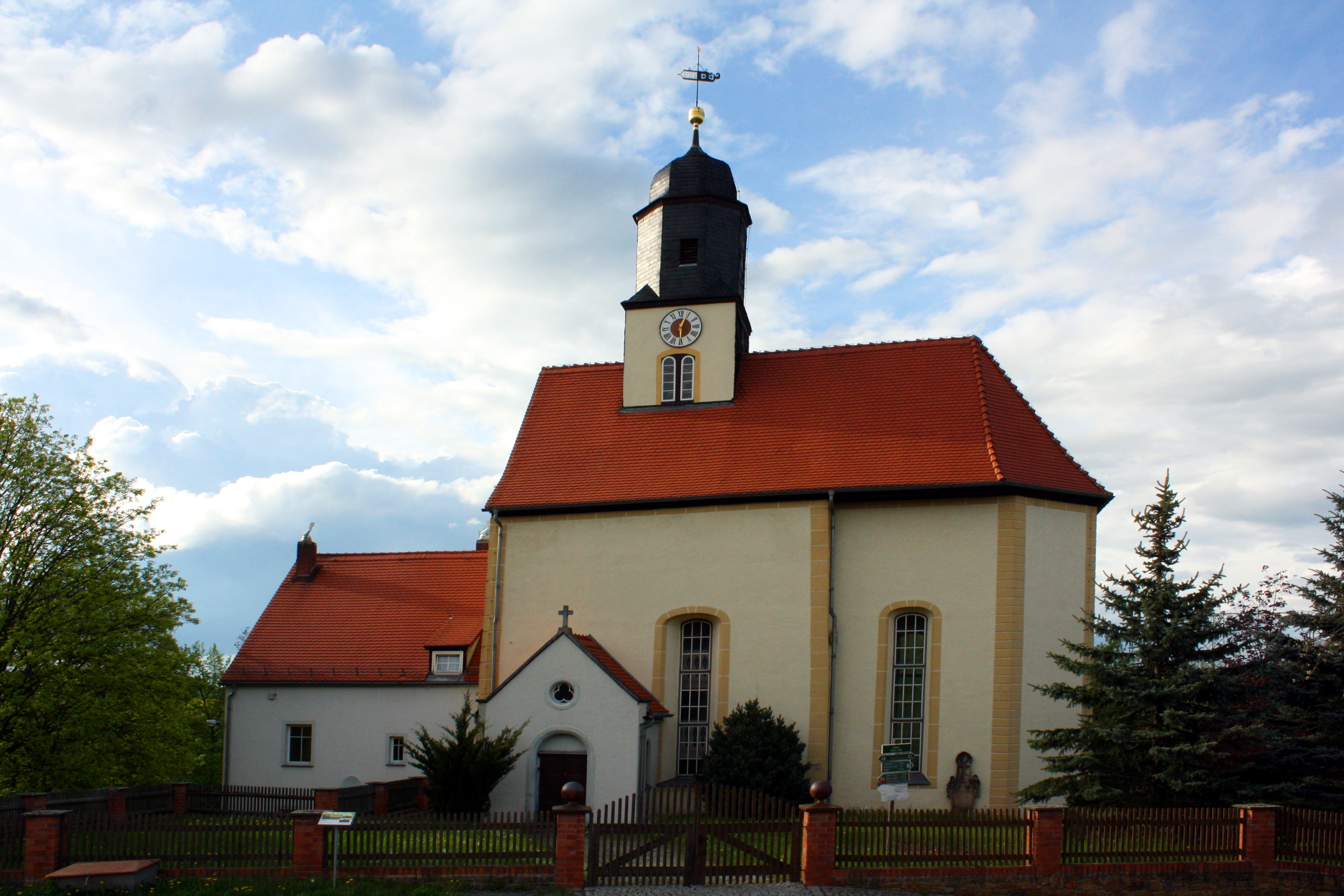
Evangelisch-lutherische Kirche

Der Gemeinderat der kleinen Gemeinde besteht aus sechs Mitgliedern. Nach den Kommunalwahlen 1994, 1999 und 2004 bestand er immer ausschließlich aus Mitgliedern der Freiwilligen Feuerwehr. Im Jahr 2009 waren es noch drei Räte, die der Feuerwehr angehörten. Bei der Kommunalwahl am 25. Mai 2014 wurde der Gemeinderat in einer Mehrheitswahl bestimmt, dessen Mitglieder in einer Liste der Feuerwehr und eines ortsansässigen Vereines organisiert sind. Die Wahlbeteiligung lag bei 59,8 %, das sind 23,0 %p weniger als bei der Wahl 2009.

## Wirtschaft und Infrastruktur

### Verkehr
Der Ort wird über die Landesstraße L 2336 von Linda nach Berga und über die Kreisstraße K 503 nach Braunichswalde erschlossen. An Werktagen außer an Samstagen verkehrt sporadisch die Buslinie 219 Gera–Wünschendorf–Linda–Wolfersdorf–Seelingstädt der RVG Regionalverkehr Gera/Land. Ab 1876 besaß die Gemeinde einen Anschluss an die Eisenbahnstrecke von Wünschendorf nach Werdau. Die Strecke verlief auf einem Bahndamm nördlich des Dorfes entlang. Am 30. Mai 1999 wurde der Personenverkehr eingestellt, die Strecke ist noch nicht entwidmet. Der nächstgelegene Bahnhof befindet sich seitdem in Berga/Elster.

### Ansässige Unternehmen
Ein kleiner Teil der Gemeindefläche bedeckt die ehemalige Uranerzaufbereitungsanlage der SDAG Wismut. Heute ist der einzige Industriebetrieb die Schrott- und Metall-GmbH, die oberhalb des ehemaligen Bahnhofs angesiedelt ist.

### Wasserver- und Abwasserentsorgung
Die Gemeinde Gauern ist Mitglied im Zweckverband Wasser / Abwasser Mittleres Elstertal. Dieser übernimmt für die Gemeinde die Trinkwasserversorgung und Abwasserentsorgung.

## Söhne und Töchter des Orts
- Johann Zeisold (1599–1667), Physiker